# Lisa Jahn
Lisa Jahn (Berlín, 25 de febrero de 1994) es una deportista alemana que compite en piragüismo en la modalidad de aguas tranquilas.
Ganó dos medallas en el Campeonato Mundial de Piragüismo de 2023 y dos medallas en el Campeonato Europeo de Piragüismo, en los años 2021 y 2022. En los Juegos Europeos de Minsk 2019 obtuvo una medalla de plata en la prueba de C1 200 m.
Participó en los Juegos Olímpicos de Tokio 2020, ocupando el cuarto lugar en la prueba de C2 500 m.

## Palmarés internacional
| Campeonato Mundial | Campeonato Mundial   | Campeonato Mundial | Campeonato Mundial |
| Año                | Lugar                | Medalla            | Competición        |
| ------------------ | -------------------- | ------------------ | ------------------ |
| 2023               | Duisburgo (Alemania) | Medalla de plata   | C4 500 m           |
| 2023               | Duisburgo (Alemania) | Medalla de bronce  | C2 200 m           |
| Juegos Europeos    |                      |                    |                    |
| Año                | Lugar                | Medalla            | Competición        |
| 2019               | Minsk (Bielorrusia)  | Medalla de plata   | C1 200 m           |
| Campeonato Europeo |                      |                    |                    |
| Año                | Lugar                | Medalla            | Competición        |
| 2021               | Poznań (Polonia)     | Medalla de plata   | C2 500 m           |
| 2022               | Múnich (Alemania)    | Medalla de bronce  | C2 200 m           |